# Pseudovipio siculus
Pseudovipio siculus är en stekelart som först beskrevs av Marshall 1888.  Pseudovipio siculus ingår i släktet Pseudovipio och familjen bracksteklar. Inga underarter finns listade i Catalogue of Life.